# Creagrura nigripes
Creagrura nigripes là một loài tò vò trong họ Ichneumonidae.